# Трети март (булевард във Варна)
„Трети март“ е булевард в жилищните квартали Възраждане, Кайсиева градина и Владиславово във Варна. Заедно с улица „Вяра“ оформя маршрут, свързващ бул. „Сливница“ и бул. „Цар Освободител“ на югоизток с бул. „Република“, бул. „Ян Хуняди“ и бул. „Константин и Фружин“ на северозапад. Наречен е на Деня на Освобождението на България от османска власт.